# De afrekening (strip)
De afrekening (Frans: Mort ou vif) is het 9e verhaal uit de Belgische stripreeks Roodbaard van Jean-Michel Charlier en Victor Hubinon. Het werd in 1970 als stripalbum uitgebracht.

## Het verhaal
Hoewel Erik de buitgemaakte San Ildefonso heeft verbouwd en de naam See-Adler heeft gegeven, zwalkt hij nu al tijden doelloos rond in de Caribische Zee. Doordat hij Roodbaard uit Cartagena heeft bevrijd (zie: De ondergang van de Zwarte Valk) is hij net als zijn vader vogelvrij geworden. Hij wil zijn gehavende schip laten repareren op het eiland Barbuda en komt tot de ontdekking dat hier een internationale marinevloot voor anker ligt: Engelse, Spaanse en Hollandse marineschepen.
Aan wal probeert Erik te ontdekken wat deze vloot op zo'n afgelegen plek doet. Hij papt aan met commodore Cedar Buddinglow, de alcoholistische commandant van het Engelse vlaggenschip en ontdekt dat de vloot is samengesteld om met de piratenkapitein Roodbaard af te rekenen. Aan boord van Buddinglows schip Royal Oak vindt Erik een gedetailleerde beschrijving van de ligging van Roodbaards basis op Duivelseiland. Hij weet de monding van de haven van Barbuda te barricaderen, zodat hij op het pirateneiland Tortuga hulp kan halen. Dit loopt op niets uit omdat de piratenhoofdman Stark le Noir zijn mannen verbiedt Roodbaard te hulp te komen. Erik vaart dan naar Duivelseiland, maar hier aangekomen blijkt de marinevloot reeds bezig te zijn het eiland te beschieten. Erik gaat in een afgelegen baai voor anker en ziet dat de marineschepen al manschappen aan land hebben gebracht. Hij krijgt bericht dat Roodbaard en zijn mannen toevlucht in de verborgen Duivelsgrot hebben gezocht en ontmoet hen daar. Maar Buddinglows manschappen hebben bloedhonden meegenomen en vinden het spoor naar de grot. Terwijl piraten en soldaten in gevecht zijn, barst plotseling de vulkaan op het eiland uit. Vrijwel iedereen op het eiland komt hierbij om, ook commodore Buddinglow, en verschillende marineschepen verbranden en zinken. Die nacht spoelen op het nabijgelegen Hondeneiland Roodbaard en Baba aan. Even later vinden ze Erik en Driepoot, die het ook overleefd hebben.